# Metasulenus
Metasulenus is een kevergeslacht uit de familie van de boktorren (Cerambycidae). De wetenschappelijke naam van het geslacht werd voor het eerst geldig gepubliceerd in 1971 door Breuning.

## Soorten
Metasulenus is monotypisch en omvat slechts de volgende soort:
- Metasulenus unicolor Breuning, 1971